# Kibena
Kibena – wieś położona w estońskiej gminie Otepää.
Według spisu ludności z 2021 roku wieś Kibena miała 18 mieszkańców.